# Бой под Шовдан-Юртом
Бой под Шовдан-Юртом  — один из эпизодов Кавказской войны. 22 августа 1832 года (по новому стилю) недалеко от Гудермеса отряд первого имама Дагестана и Чечни Гази-Мухаммада нанес поражение отряду терских казаков (по разным источникам от 300 до 500 человек с двумя орудиями), командовал которым командир Гребенского казачьего полка полковник И. Д. Волжинский.

## Предыстория
В начале августа 1832 года последовал разрушительный поход барона Розена в Чечню. Были сожжены десятки аулов.

## История

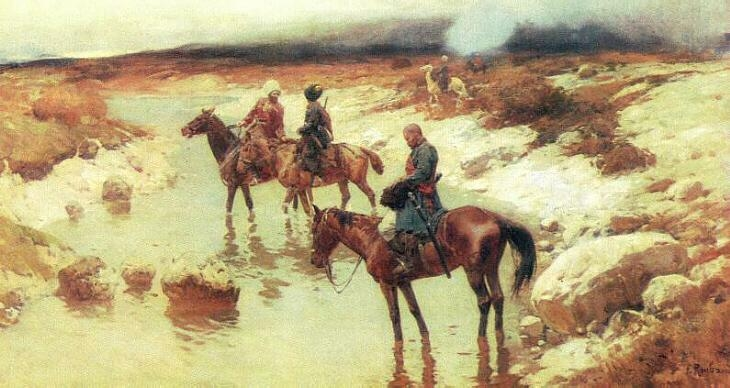
Горцы (Франц Рубо)

В середин августа 1832 года получив известие о движении Кази-муллы к Андреевой и опасаясь за станицы по Тереку, барон Розен отдал приказ командиру Гребенского полка полковнику Волжинскому собрать в Ново-Гладковской станице до 500 казаков и, перейдя на правый берег Терека, постараться остановить нападение Кази-муллы на казачьи станицы. Собрав команду казаков, полковник Волжинский переправился с ними и двумя конными орудиями через Терек около Амир-Аджи-юрта и узнав, что Кази-мулла хозяйничает в качкалыковских деревнях, произвел 18 августа движение к Гудермесу. Горцы спешно отступили в лесистые ущелья, а казаки возвратились к укреплению Амир-Аджи-юрту. На другой день полковник Волжинский выступил к Шавдон-юрту, неподалеку от которого, по сведениям, доставленным лазутчиками, находился сам Кази-мулла; но, предпринимая это смелое движение, он не известил о нём майора Колачевского и таким образом с отрядом казаков оказался перед главными силами Кази-муллы и далеко, по крайней мере в 20-ти верстах от основного русского отряда. При первой встрече казаки опрокинули неприятеля, но затем увлеклись преследованием и наткнулись на засаду, приготовленную Кази-муллой в лесу на другой стороне качкалыковского хребта. Не смотря на безостановочное и поспешное отступление, чеченцы не могли не заметить, что перед ним всего небольшой отряд казаков, за которыми нет никаких войск. Поэтому, допустив отряд перебраться за качкалыковский хребет, Кази-мулла из леса внезапно атаковал пехотою орудия, а в то же время конницу бросил со всех сторон на казаков. Атака была произведена так неожиданно и с такою стремительностью, что малочисленный отряд не выдержал и начал отступать к Амир-Аджи-юрту, оставив орудия, под которыми были перебиты лошади, в руках неприятеля. Сам полковник И. Д. Волжинский, окруженный толпою горцев, защищался до последнего и, наконец, покрытый ранами, пал мертвым у орудия.
Согласно летописцу Кавказской войны Мухаммеду-Тахиру аль-Карахи:

В Гудермесе на мюридов Газимухаммада напало пятьсот русских кавалеристов, но горцы их перебили и лишь трое из них спаслись. Горцы взяли также две пушки и кое-что другое бывшее у кавалеристов. На следующий день подошли многочисленные отряды русских. Произошло сражение, после которого воины Газимухаммада повернули назад: те две пушки, однако, они все же доставили в селение Беной" (Мухаммед-Тахир Аль-Карахи Блеск дагестанских сабель в некоторых шамилевских битвах. Махачкала, 1990).
Офицер Фёдор Торнау вспоминал:

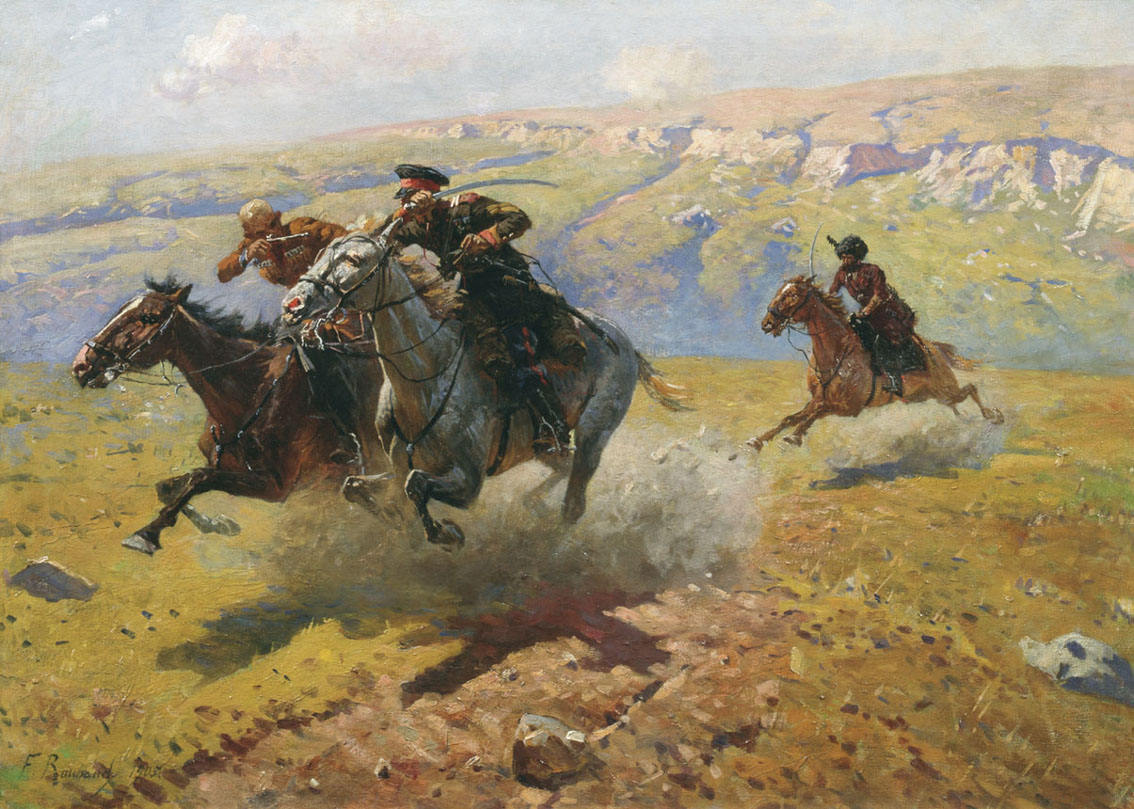
Кто кого? (эпизод Кавказской войны) (Франц Рубо)

В Автури дошло до нас весьма неприятное известие о сильном поражении, которое Кази-Мулла нанес гребенским казакам в недальнем расстоянии от Терека. Дней шесть спустя после герменчугского дела он показался со значительною партией по правую сторону Терека в виду станицы Червленной. Командир полка переправился за речку с тремя сотнями казаков и двумя конными орудиями и пошел навстречу неприятелю. Чеченцы стали отступать и завлекли полковника Волжинского в лес, находившийся от нашей границы далее двадцати верст, окружили там заранее спрятанною пехотой и разбили на голову его отряд. Не более половины казаков уцелели от побоища; Волжинский пал жертвой своей неосторожности, а оба орудия были потеряны. Неприятель, не мешкая, увез их в селение Беной, лежащее в нагорной Чечне, известной на Казказе под именем Ичкеры.

## Итог
18 августа в сражении у Гудермеса с полковником Волжинским Ташу-Хаджи и Байсангуру удалось разгромить казаков и взять два трофейных орудия.
В донесении генерал-лейтенанта Фрейтага (29 мая 1846 года № 238) говорится: "В 1832 году недалеко от того места, где теперь дрались гребенцы, полковник Волжинский с тремя сотнями казаков был совершенно истреблен. Чеченцы до сих пор хвалятся этим и указывают на место боя.

## Интересный факт
В Гребенском казачьем полку служил родной брат поэта А. С. Пушкина.
В 1836 году Л. С. Пушкин зачислен в кавалерию и послан в Гребенский казачий полк, воевал в Большой Чечне, участвовал в походах.

## В искусстве
Песня 1-го Кизляро-Гребенского полка Терского войска

«Пыль клубится по дороге»

Пыль клубится по дороге

Тонкой длинной полосой,

Из Червленной по тревоге

Скачет полк наш Гребенской.
Скачет, мчится, точно буря,

К Гудермесу поскакал…